# Code 8 - Parte II
Code 8: Part II (Code 8: Part II) è un film canadese-statunitense del 2024 diretto da Jeff Chan. È il sequel del film Code 8 del 2019. Robbie Amell e Stephen Amell riprendono i loro ruoli dal film originale rispettivamente come Connor Reed e Garrett Kelton; Nel cast anche Sirena Gulamgaus, Altair Vincent, Alex Mallari Jr., Moe Jeudy-Lamour, Aaron Abrams e Jean Yoon.
Code 8: Part II è uscito su Netflix il 28 febbraio 2024.

## Trama
Cinque anni dopo gli eventi del film precedente, l'LCPD ha riformato il suo programma tecnologico militarizzato, sostituendo la maggior parte dei suoi robot umanoidi armati (Guardiani) con robot K9 da compagnia non letali, simili ai cani. Sotto la guida del sergente Kingston, il progetto è stato un successo e le strade non sono mai state così sicure.
Appena uscito di prigione, Connor lavora come custode in un centro sociale giovanile, gestito da Mina un'amica di sua madre. Lì, tiene la testa bassa e cerca di stare lontano dai guai, lasciandosi il passato alle spalle.
Garrett ha preso il controllo di un complesso di appartamenti chiamato Towers dove gestisce il suo impero di droga "etica", pagando persone alimentate per il loro liquido spinale per produrre la droga Psyke. Pavani e suo fratello maggiore Tarak vivono in povertà all'interno di questa comunità.
Quando la disperazione di Tarak lo porta a rubare una borsa di denaro dalla banda di Garrett, Tarek viene catturato dal sergente King e dalla sua unità di poliziotti corrotti, che vengono pagati. Per coprirlo, King ordina a un'unità K9 di dargli la caccia, iniettandogli Psyke per farlo sembrare un'overdose. Pav assiste all'omicidio e, usando la sua rara abilità, provoca il malfunzionamento del robot K9 e fugge.
Pav trova rifugio al centro sociale, dove Connor e Mina la aiutano a rimanere nascosta dalla LCPD. Connor cerca l'aiuto di Garrett per mediare un accordo di pace, che include la cancellazione della memoria di Pav dell'omicidio. Ma quando Connor si rende conto che il tergicristallo mentale sta cancellando ogni singolo ricordo che ha di suo fratello, combatte per liberarla.
Rivolgendosi a Mina, tentano di fuggire insieme dalla città, ma cadono in un'imboscata da parte di Garrett e della sua ciurma. Durante una situazione di tensione tra Connor e Garrett, il sergente King schiera dei guardiani robotici e ordina loro di uccidere tutti sul posto. Mina si sacrifica in modo che Connor, Pav e Garrett possano fuggire.
Il detective Davis li rintraccia e scoprono che l'unico modo per smascherare King per il suo crimine è irrompere nella sua casa e rubare la sua unità K9, che conserva le prove dell'omicidio di Tarak nella sua memoria. Dopo aver rubato il K9, Connor, Garrett e Pav fuggono verso le Torri. Qui, Garrett ribalta la situazione contro di loro, volendo usare il K9 come leva per tenere a bada King e i suoi ufficiali.
King e gli ufficiali circondano le Torri e tendono un'imboscata al gruppo dopo che Garrett non riesce a mediare un nuovo accordo. I colleghi di Garrett lasciano scappare Connor e Pav mentre bloccano i poliziotti. Un solitario K9 li insegue e dopo un fallito attacco elettrico di Connor, Pav sblocca tutta la sua potenza e riesce a rivoltarla contro i poliziotti. Una volta fuori, si trovano in una situazione di stallo finale. Garrett tiene a bada un K9 e King stesso fino a quando Pav riesce finalmente a trasmettere le registrazioni dal K9 personale di King, portando giustizia per la morte del fratello di Pav.
Tre mesi dopo, King viene arrestato e il programma K9 viene accantonato per ulteriori ispezioni. Garrett è in prigione e Connor è riuscito ad avviare il centro comunitario giovanile con Pav in onore di Mina.

## Produzione
Il film è un sequel del film Code 8 del 2019.
Il 1º giugno 2021 è stato annunciato che Robbie Amell e Stephen Amell avrebbero prodotto il sequel e ripreso i loro ruoli dal film originale.
L'inizio delle riprese era previsto a Toronto nell'ottobre 2021. I membri del cast hanno confermato che le riprese sono iniziate nel novembre 2021, con Amell che ha anticipato la possibilità di Code 8: Part III.
Ryan Taubert è tornato per comporre la colonna sonora del sequel del film.

## Distribuzione
Il 14 giugno, Ted Sarandos ha annunciato che Netflix aveva acquisito i diritti del film.
Code 8: Part II è uscito su Netflix il 28 febbraio 2024.

## Accoglienza
Sul sito aggregatore di recensioni Rotten Tomatoes, il 69% delle recensioni dei critici su 16 sono positive, con una valutazione media di 6,2/10.
Marya E. Gates di RogerEbert.com ha dato al film due stelle e mezzo su quattro e ha scritto: "Sfortunatamente, mentre il primo film ha trovato un sano equilibrio tra la sua trama di rapina e i momenti umani tra Connor e sua madre, la Parte II non riesce a trovare il tempo per sedersi davvero con questi personaggi in modo che ci preoccupiamo di loro e delle vite che stanno cercando di condurre nonostante tutta questa pesante polizia. Ogni conversazione è al servizio di un altro punto della trama qui, un pezzo di esposizione là. I fratelli fanno del loro meglio per aggiungere profondità al procedimento, ma non hanno abbastanza tempo per far respirare i loro personaggi".